# Flottjärnarna (Norra Ny socken, Värmland, 671000-135096)
Flottjärnarna är en sjö i Torsby kommun i Värmland och ingår i Göta älvs huvudavrinningsområde.